# إحدى الليالي في فيغاس (فلم)
إحدى الليالي في فيغاس (بالإنجليزية: One Night in Vegas) هُو فيلم دراما وكوميديا نيجيري صدر سنة 2013 وأخرجه جون أوتشي. الفيلم من بطولة كُل من جيمي جان-لويس، وجون دوميلو، وإيفون نيلسون، وساروج بيرتين، وفان فيكر، ومايكل بلاكسون، وكوبي ماكسويل. يُركز الفيلم على حياة زوجين من غانا يُحاولان تحسين علاقتهما من خلال الذهاب في رحلة إلى لاس فيغاس. عرف الفيلم رواجا كبيرا في الولايات المتحدة. دامت فترة تصوير الفيلم 19 يومًا. استُخدمت في الفيلم طُرق أكثر جودة من حيث معايير الإنتاج. وقد استُعين في إنتاج الفيلم بخبرة المُخرج الأمريكي تيم ويلسون ووُضع على رأس فريق التصوير السينمائي والمونتاج. كانت نسبة الإقبال على مُشاهدة العرض الرسمي للفيلم في غانا من بين الأكبر على الإطلاق في تاريخ مسرح سيلفربيرد في أكرا.
عُرض الفيلم في مقر الأمم المتحدة في مدينة نيويورك، وفي مكتبة الكونغرس في واشنطن العاصمة، وفي مهرجان عموم أفريقيا في لوس أنجلوس،  وفي دبلن عاصمة أيرلندا،  وفي هايتي،  وفي نيجيريا بتاريخ 18 يوليو 2014، وفي ماريلاند، وفي فيرجينيا، وفي كاليفورنيا، وفي المملكة المتحدة، وفي جنوب إفريقيا، وفي سيراليون.

## روابط خارجية
مقالات تستعمل روابط فنية بلا صلة مع ويكي بيانات